# Gold - Il segno del potere
Il segno del potere (Gold) è un film del 1974 diretto da Peter R. Hunt.
La pellicola è tratta dal romanzo Una vena d'odio (1970) di Wilbur Smith.

## Trama
Un gruppo di speculatori vuol fare alzare il prezzo mondiale dell'oro; per questo progetta di far esplodere una grande miniera, approfittando del fatto che dietro una parete rocciosa si estende una enorme massa d'acqua. L'incarico dello scavo è affidato all'ingegnere Rod Slater, appositamente promosso e tenuto all'oscuro del piano.